# Голощакино
Голощакино (бел. Галашчакіна) — деревня, входит в Богушевский сельсовет Сенненского района Витебской области.
Расположена на автотрассе P-86 Богушевск (от а/д М-8) — Сенно — Лепель — Мядель. Через деревню проходит маршрут общественного транспорта :
автобус № 208 (Сенно — Некрашево).
На 2009 год население деревни составляло 10 человек.

## История
В самом начале немецко-фашистской оккупации Беларуси (июль 1941 года) деревня была уничтожена оккупантами. После окончания Великой Отечественной войны населённый пункт был восстановлен.
До 20 мая 1960 года деревня входила в состав Забаровского сельсовета.
У деревни похоронен известный советский поэт, погибший в 1941 году в этих местах в боях с немецко-фашистским захватчиками, Глеб Акулов.
В 2016 году в лесном массиве вблизи деревни был обнаружен склад немецких боеприпасов времён Великой Отечественной войны.